# 11 Fleurs
Pour plus de détails, voir Fiche technique et Distribution.
11 Fleurs (我11, Wǒ shí yī, littéralement J'ai onze ans) est un film franco-chinois réalisé par Wang Xiaoshuai, sorti en 2011.

## Synopsis
Durant la révolution culturelle chinoise en 1975, Wang Han, un garçon de 11 ans, vit chez ses parents dans la province de Guizhou, dans le Sud de la Chine. Il croise un meurtrier qui va le pousser au secret et au mensonge. 

## Fiche technique
- Titre original : 我11, Wǒ shí yī
- Titre français : 11 Fleurs
- Réalisation Wang Xiaoshuai
- Scénario : Wang Xiaoshuai et Lao Ni
- Directeur de la photographie : Dong Jingsong
- Musique : Marc Perrone
- Montage : Nelly Quettier
- Production : Wang Xiaoshuai, Lu Dong, Isabelle Glachant, Didar Domehri, Laurent Baudens et Gaël Nouaille
- Sociétés de production : WXS Productions, Chinese Shadows, Full House, Arte France Cinéma
- Pays :  Chine /  France
- Langue originale : mandarin, Shanghaïen
- Format : couleur - 1.85:1
- Genre : drame
- Durée : 110 minutes
- Dates de sortie :
  - France : 9 mai 2011
  - Chine : 11 mai 2011

## Distribution
- Liu Wenqing : Wang Han
- Wang Jingchun : Père
- Yan Ni : Mère